# WTC 코틀랜드역
WTC 코틀랜드(WTC Cortlandt)역(벽에 World Trade Center로 표기되고 역사적으로 Cortlandt Street 및 Cortlandt Street-World Trade Center로 알려짐)은 로어맨해튼에 있는 뉴욕 지하철 IRT 브로드웨이 7번로선의 역이다. 이 역은 세계 무역 센터 내 그리니치가와 코틀랜드 웨이 교차로 아래에 위치해 있다. 전시간 1 열차가 운행된다.
기존역인 코틀랜드 스트리트역은 인터버러 래피드 트랜싯(IRT)에 의해 건설되었으며 1918년 이중계약의 일환으로 개통되었다. 이 역은 1960년대에 원래의 세계 무역 센터가 지어졌을 때 개조되었다. 그 무렵, 세계 무역 센터를 위한 길을 만들기 위해 역 위에 있는 코틀랜드 가의 일부가 철거되었다. 코틀랜드 스트리트역은 2001년 9월 11일에 파괴되었다. 2002년에 브로드웨이 7번로선이 복구되었지만, 뉴욕 뉴저지 항만공사가 세계 무역 센터 PATH 역을 먼저 재건해야 했기 때문에 역의 재건은 2015년까지 연기되었다. 2018년 9월 8일, 코틀랜드 스트리트역은 WTC 코틀랜드 역으로 재개장하였다.
이 역에는 세계무역센터역의 PATH와 연결되어 있으며 세계 무역 센터 교통 허브를 통해 챔버스 스트리트-세게 무역 센터/파크 플레이스/코틀랜드 스트리트 및 풀튼 스트리트 지하철 환승역으로 연결되는 외부 통로가 있다.

## 역 구조
틀:NYCS Platform Layout Cortlandt Street Station
재건된 역은 원래 역과 같은 위치인 그리니치가 아래에 위치해 있다.2면 2선 승강장 구조를 유지하였으며 지면에서 20 피트 (6.1 m) 아래에 있다. 역이 북쪽 끝을 향해 세계 무역 센터 교통 허브를 통과하는 곳을 제외한 선로 사이에 기둥이 있다.  또한 역 북쪽, 허브 북쪽에 있는 두 승강장 사이를 오갈 수 있는 통로가 있다. 승강장에는 여러 기둥에 "WTC Cortlandt"라고 표시된 회색 i-빔 기둥이 있다. 역 벽에는 "World Trade Center"라는 이름의 역명판니 설치되어 있다. 이 역에는 에어컨도 설치되어 있다.
이 역에 있는 2018년 작품은 앤 해밀턴의 "코러스(CHORUS)"이며, 100만 달러 비용에 4,350-제곱피트 (404 m2)의 직조 기반 작품이다. 이 작품에는 유엔 인권선언문과 미국 독립선언문을 비롯한 여러 문서의 문구가 역벽에 양각으로 새겨져 있다.
- 참고: 다음 다이어그램은 여러 노선을 나타낸다. WTC 코틀랜드역(즉, 1개 운행계통)으로 이동하거나 환승하려면 추가 요금을 지불해야 한다.

### 출구
재건된 역은 세계 무역 센터 교통 허브 내의 챔버스 스트리트-세계 무역 센터/파크 플레이스/코틀랜드 스트리트역 및 세계 무역 센터 PATH 역과 환승된다. WTC 코틀랜드 역은 "오큘러스(Oculus)"로 알려진 세계 무역 센터 허브의 본사와 바로 서쪽에 위치해 있다. 세계무역센터 환승센터에는 총 4개의 출구가 있다. 기차역의 북쪽과 남쪽 끝 선로 아래에 있는 두 개의 대합실 지하철에서 PATH로 환승하게 해준다. 북쪽 대합실은 두 승강장 모두 들어갈 수 있는 반면 남쪽 대합실 남행 승강장에만 연결된다. 오큘러스 빌딩의 상부 발코니에서 상행 승강장으로 들어가는 출구, 3 세계 무역 센터 지하로 연결되는 남쪽 통로의 추가 출구도 있다. WTC 허브를 통해 풀턴 센터와 역외환승이 있다.
남행 승강장에는 거리로 나가는 두 개의 직행 출구가 있다. 첫 번째는 승강장 북쪽 끝에 있는 비시가(Vesey Street)에 있는 엘리베이터와 계단이고, 두 번째는 역 남쪽 끝에 있는 코틀랜드 웨이(Cortlandt Way)로 가는 한쌍의 계단이다. 이 역은 비시가 엘리베이터를 통한 ADA-접근이 적용되며, 세계 무역 센터 교통 허브로 이동하는 기존의 엘리베이터도 있다. 추가 엘리베이터는 각 승강장에서 역 아래의 교차로로 이어진다.
9/11 이전에, 역의 상시개방 출구는 역의 북쪽 끝인 비시가와 웨스트 브로드웨이에 있었으며, 그곳에는 개찰구 뱅크와 전체높이 개찰구 1개가 있었다. 이 출구의 토큰 부스는 2007년 역의 마지막 잔재가 제거될 때까지 그대로 남아 있었다. 세계 무역 센터 중앙홀의 입구는 각 승강장의 중앙에 있는 전체높이 개찰구로 구성되었으며 평일 오전 6시 40분부터 오후 10시 사이에만 개방되었다. 역의 남쪽 끝에는 4 월드 트레이드 센터를 통해 리버티가로 가는 출구가 있었다.